# The Garden of Words
The Garden of Words (言の葉の庭, Kotonoha no Niwa) és una pel·lícula d'anime del 2013 escrita i dirigida per Makoto Shinkai. La història se centra en Takao Akizuki, un aprenent de sabater de 15 anys, i en Yukari Yukino, una dona misteriosa de 27 anys, que es troben repetidament al parc Shinjuku Gyoen de Tòquio els matins quan plou. El film es va estrenar al Japó el 31 de maig del 2013. Guanyà el premi Kobe 2013 i diversos premis al FanTasia i al Festival de Cinema d'Animació de Stuttgart.

## Argument
En Takao Akizuki, un aprenent de sabater de 15 anys, i la Yukari Yukino, una dona misteriosa de 27 anys, es troben repetidament al parc els matins quan plou. En Takao falta a classe per a dissenyar sabates, i la Yukari evita la feina per problemes personals. La Yukari no comparteix cap informació personal amb en Takao, ni tan sols el seu nom, mentre en Takao s'hi obre i s'ofereix a dissenyar-li un parell de sabates.